# Jan Reehorst
Jan Reehorst (Rotterdam, 21 maart 1923 – Haarlem, 4 juni 2024) was een Nederlands politicus van de PvdA.

## Biografie
Reehorst was van 1938 tot 1956 werkzaam als administrateur bij een grootwinkelbedrijf. Daarnaast was hij vanaf 1953 lid van de Rotterdamse gemeenteraad. In 1956 werd hij adjunct-secretaris van het Nederlands Gesprekscentrum en nog datzelfde jaar kwam hij in de Tweede Kamer waarvan hij lid bleef tot 1967, toen hij in Rotterdam wethouder werd. In maart 1973 werd Reehorst benoemd tot burgemeester van Velsen en in augustus 1977 volgde zijn benoeming tot burgemeester van Haarlem. In oktober 1984 ging hij vervroegd met pensioen.
Reehorst werd 101 jaar oud.
- Nederlandse Thesaurus van Auteursnamen: 086126954
- Parlement.com: vg09ll5oibya
- Virtual International Authority File: 287935186